# Закон спроса и предложения

Экономическое равновесие

Зако́н спро́са и предложе́ния — экономический закон, объединяющий в себе закон спроса и закон предложения. Обычно цена устанавливается в точке равновесия между предложением и спросом. При прочих равных условиях, снижение цены на товар увеличивает спрос (готовность покупать) и уменьшает предложение (готовность продавать).

## Определение

### Спрос
Спрос — это запрос фактического или потенциального покупателя, потребителя на приобретение товара по имеющимся у него средствам, которые предназначены для этой покупки. Спрос отражает, с одной стороны, потребность покупателя в некоторых товарах или услугах, желание приобрести эти товары или услуги в определенном количестве и, с другой стороны, возможность оплатить покупку по цене, находящейся в пределах «доступного» диапазона.
Вместе с этими обобщёнными определениями спрос характеризуется рядом свойств и количественных параметров, из которых, прежде всего, следует выделить объём или величину спроса.
С позиций количественного измерения спрос на товар, понимается как объём спроса, означает количество данного товара, которое покупатели (потребители) желают, готовы и имеют денежную возможность приобрести за некоторый период в определённом ценовом диапазоне.
Величина спроса — количество товара или услуг определённого вида и качества, которое покупатель желает купить по определённой цене за определённый период. Величина спроса зависит от доходов покупателей, цен на товары и услуги, цен на товары-субституты и комплементарные блага, ожиданий покупателей, их вкусов и предпочтений.
Неценовые характеристики товара
Но кроме цены на величину спроса влияет и ряд других факторов, которые иногда называют неценовыми. Это прежде всего потребительские вкусы, мода, величина доходов (покупательная способность), величина цен на другие товары, возможность замещения данного товара другими.

### Закон спроса
Закон спроса — величина (объём) спроса уменьшается по мере увеличения цены товара. Математически это означает, что между величиной спроса и ценой существует обратная зависимость (однако не обязательно в виде гиперболы, представленной формулой y = a/x). То есть повышение цены вызывает понижение величины спроса, снижение же цены вызывает повышение величины спроса.
Природа закона спроса не сложная. Если у покупателя есть определенная сумма денег на приобретение данного товара, то он сможет купить тем меньше товара, чем больше цена и наоборот. Конечно, реальная картина намного сложнее, так как покупатель может привлечь дополнительные средства, купить вместо данного товара другой — товар-субститут.
Неценовые факторы, влияющие на спрос:
- Уровень доходов в обществе;
- Размеры рынка;
- Мода, сезонность;
- Наличие товаров-субститутов (заменителей);
- Инфляционные ожидания.

В ряде курсов микроэкономики закон спроса формулируется строже: Если с ростом дохода спрос на товар увеличивается, то с ростом цены данного товара спрос на него должен уменьшаться.
Данная поправка обусловлена существованием товаров Гиффена, величина спроса на которые растёт при росте цены. Но для подавляющего большинства случаев (ввиду редкости товаров Гиффена) вышеприведенная закономерность действует.

### Эластичность спроса
Эластичность спроса — это показатель, выражающий колебания совокупного спроса, вызванные изменением цен на товары и услуги. Эластичным называется спрос, сформировавшийся при условии, что изменение его объёма (в %) превышает процентное выражение снижения цен.
Если показатели падения цен и увеличения спроса, выраженные в процентах, равны, то есть рост объёма спроса лишь компенсирует снижение уровня цен, то эластичность спроса равна единице.
В случае, когда степень понижения цен превышает показатель спроса на товары и услуги, спрос неэластичен. Следовательно, эластичность спроса — показатель степени чувствительности (реакции) потребителей к изменениям цены товара.
Эластичность спроса может быть связана не только с изменением цены на товар, но и с изменением доходов потребителей. Поэтому различают эластичность спроса по цене и по доходам. Есть и спрос с единичной эластичностью. Это ситуация, при которой и доход, и величина спроса изменяются на одинаковый процент, так что общий доход остаётся постоянным по мере изменения цены.
Реакция потребителей на изменение цены товара может быть сильной, слабой, нейтральной. Каждый из них порождает соответствующий спрос: эластичный, не эластичный, единичный. Возможны варианты, когда спрос оказывается абсолютно эластичным или совершенно не эластичным.
Эластичность спроса измеряется количественно через коэффициент эластичности по формуле:
{\displaystyle K_{o}={\frac {Q}{P}}}
- K  o  — коэффициент эластичности спроса
- Q — процент изменения количества продажи
- P — процент изменения цены

Как правило, существуют товары с разной эластичностью по цене. В частности, хлеб и соль являются примерами неэластичного спроса. Повышение или снижение на них цен в целом не влияет на количество их потребления.
Знание степени эластичности спроса на товар имеет большое практическое значение. Так, например, продавцы товара с высокой эластичностью спроса могут пойти на снижение цены с целью резко увеличить объём продаж и получить прибыль больше, чем если бы цена товара была выше.
Для товаров с низкой эластичностью спроса подобная ценовая практика неприемлема — при снижении цены объём продаж изменится слабо и не компенсирует упущенную выгоду.
При наличии большого количества продавцов спрос на любой товар будет эластичным, поскольку даже незначительное повышение цены одним из конкурентов заставит потребителей обращаться за покупкой к другим продавцам, предлагающим этот же товар дешевле.

### Кривая спроса
Кривая спроса показывает вероятное количество товара, который удаётся продать за определенное время и по определённой цене. Чем эластичнее спрос, тем выше цена может быть установлена на товар. Эластичность спроса — это реакция рынка на отсутствие товара, возможность его замены, цену конкурентов, понижение цен, нежелание покупателей менять свои потребительские привычки и искать более дешёвые товары, повышение качества товаров, естественный рост инфляции на другие факторы.
Всех производителей (продавцов) на рынке объединяет предложение: при низкой цене продавец предложит меньше товара или может его придержать, при высокой — предложит больше товара; при очень высокой — попытается максимально увеличить производство. Так образуется цена предложения — предельно минимальная цена, по которой продавцы готовы реализовывать свои товары…

### Предложение
Предложение — возможность и желание продавца (производителя) предлагать свои товары для реализации на рынке по определённым ценам. Такое определение описывает предложение и отражает его суть с качественной стороны. В количественном плане предложение характеризуется по своей величине и объёму. Объём, величина предложения — это количество продукта (товара, услуг), которое продавец (производитель) желает, может и способен в соответствии с наличием или производительными возможностями предложить для продажи на рынке в течение некоторого периода времени при определённой цене.
Как и объём спроса, величина предложения зависит не только от цены, но и от ряда неценовых факторов, включая производственные возможности (см. Кривая производственных возможностей), состояние технологии, ресурсное обеспечение, уровень цен на другие товары, инфляционные ожидания.

### Закон предложения
Закон предложения — при прочих неизменных факторах величина (объём) предложения увеличивается по мере увеличения цены на товар.
Рост величины предложения на товар при увеличении его цены обусловлен в общем случае тем обстоятельством, что при неизменных издержках на единицу товара с увеличением цены растёт прибыль и производителю (продавцу) становится выгодным продать больше товара. Реальная картина на рынке сложнее этой простой схемы, но выраженная в ней тенденция имеет место.
Неценовые факторы, влияющие на предложение:
1. Наличие товаров-заменителей.
2. Наличие товаров-комплементов (дополняющих).
3. Уровень технологий.
4. Объём и доступность ресурсов.
5. Налоги и дотации.
6. Природные условия.
7. Ожидания (инфляционные, социально-политические).
8. Размеры рынка.

### Эластичность предложения
Эластичность предложения — показатель, воспроизводящий изменения совокупного предложения, которые происходят в связи с ростом цен. В случае, когда увеличение предложения превосходит рост цен, последнее характеризуется как эластичное (эластичность предложения больше единицы — E> 1). Если прирост предложения равен приросту цен, предложение называется единичным, а показатель эластичности равен единице (E = 1). Когда прирост предложения меньше прироста цен, формируется так называемое неэластичное предложение (эластичность предложения меньше единицы — E <1). Таким образом, эластичность предложения характеризует чувствительность (реакцию) предложения товаров на изменения их цен.
Эластичность предложения вычисляется через коэффициент эластичности предложения по формуле:
{\displaystyle K_{m}={\frac {G}{F}}}
- K  m  — коэффициент эластичности предложения
- G — процент изменения количества предлагаемого товара
- F — процент изменения цены

Эластичность предложения зависит от таких факторов, как особенность производственного процесса, время изготовления продукта и способность его к длительному хранению. Особенности производственного процесса позволяют производителю расширить производство товара при повышении цены, а при понижении его цены переходить на выпуск другой продукции. Предложение такого товара является эластичным.
Эластичность предложения зависит и от часового фактора, когда производитель не в состоянии быстро реагировать на изменения цены, поскольку для дополнительного производства товара требуется значительное время. Например, увеличить производство автомобилей за неделю практически невозможно, хотя цена на них может возрасти многократно. В таких случаях предложение является не эластичным. Для товара, который не может сохраняться длительное время (например, продукты, которые быстро портятся), эластичность предложения будет низкой.
Многие экономисты выделяют следующие факторы, изменяющие предложение:
- Изменения в себестоимости производства за счёт цен на ресурсы, изменения налогов и дотаций, достижений науки и техники, новых технологий. Снижение себестоимости позволяет производителю доставить на рынок больше товаров. Рост себестоимости приводит к противоположному результату — предложение снижается.
- Изменения цен на другие товары, в частности на товары субституты.
- Индивидуальные вкусы потребителей.
- Перспективные ожидания производителей. При прогнозах относительно роста цен в будущем производители могут сократить предложение, чтобы вскоре продать товар по более высокой цене, и наоборот, ожидание падения цен заставляет производителей избавиться от товара как можно скорее, чтобы не получить убытков в будущем.
- Количество товаропроизводителей непосредственно влияет на предложение, так как чем больше поставщиков товаров, тем выше предложение и наоборот, при уменьшении числа производителей резко сокращается предложение.

### Кривая предложения
Кривая предложения показывает соотношение между рыночными ценами и количеством товаров, которые производители желают предложить.
Основной фактор, влияющий на движение кривой предложения — это издержки производства. Как известно, товары изготавливаются фирмами ради прибыли. Например, фермы выращивают пшеницу. Они выращивают пшеницы больше, так как на данный момент пшеницу выгоднее продать, чем другую культуру. И наоборот.
Второй фактор, влияющий на движение кривой предложения — это технический прогресс. Новый посевной материал, более эффективный трактор, лучшая компьютерная программа севооборота — всё это позволяет фермеру снизить затраты производства и изменить предложение своего товара. Производственные затраты — ключевой элемент долговременного действия на «кривую предложения».

## История закона
Арабский философ, историк, социальный мыслитель Ибн Хальдун в XIV веке постулировал, что цена товаров и услуг определяется спросом и предложением. Если товар редок и пользуется спросом, его цена высока, а если товара много и он не пользуется спросом, то его цена будет низкой. Предприниматель в погоне за прибылью будет покупать товар там, где он дешевле и не является дефицитным, и продавать там, где он пользуется спросом, по более высокой цене.
Впервые детальная разработка закона спроса и предложения появилась в трудах испанского и перуанского юриста и экономиста Хуан де Матьенсо во второй трети XVI века.
Его теория субъективной стоимости приводит к различению элементов спроса и предложения внутри рынка. Матьенсо использует термин «конкуренция», чтобы описать соперничество внутри свободного рынка. Это послужило основой определения понятий публичных торгов и соперничества покупателей и продавцов.
Кроме спроса и предложения Матьенсо также рассматривал и другие факторы, влияющие на определение справедливой цены, и описывающие столь вариативную морфологию рынка. В посмертно изданном трактате «Commentaria Ioannis Matienzo Regii senatoris in cancellaria Argentina Regni Peru in librum quintum recollectionis legum Hispaniae. — Mantuae Carpentanae : Excudebat Franciscus Sanctius, 1580» перечислены:
- изобилие или нехватка товаров;
- изобилие покупателей и продавцов;
- необходимость в каком-нибудь товаре;
- работа и издержки производства;
- преобразование сырья;
- расходы на транспорт и на его износ;
- изобилие или нехватка денег;
- географические и погодные факторы;
- субъективное мнение участников рынка;
- наличие или отсутствие монопольных структур;
- ожидание будущего состояния всех вышеперечисленных факторов.

## Изменение величины предложения и спроса
Рыночную экономику можно рассматривать как бесконечное взаимодействие спроса и предложения, где предложение отражает количество товаров, которое продавцы готовы представить к продаже по данной цене в данное время. Закон предложения — экономический закон, согласно которому величина предложения товара на рынке увеличивается с ростом его цены при прочих равных условиях (издержки производства, инфляционные ожидания, качество товара). По сути, закон предложения говорит о том, что при высоких ценах товаров предлагается больше, чем при низких. Если представить предложение как функцию цены от количества предлагаемого товара, закон предложения характеризует возрастание функции предложения на всей области определения. Аналогично закон спроса означает то, что по низкой цене покупатели готовы приобрести больше товара, чем по высокой. Функция спроса как функция цены от количества покупаемого товара убывает на всей области определения.

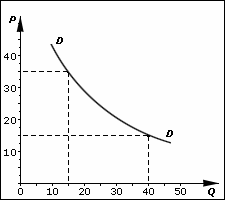
Закон спроса
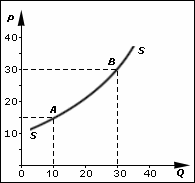
Закон предложения

## Изменение предложения и спроса
Изменение спроса происходит под влиянием детерминантов спроса, при этом предложение остаётся неизменным при прочих равных условиях. Сдвиг кривой спроса вправо увеличивает спрос, что приводит к новому равновесному состоянию, где точка пересечения кривых предложения и спроса выше предыдущего состояния, как показано на графике Увеличение спроса. Обнаруживается эффект повышения цен и эффект увеличения количества продукта. На графике Снижение спроса, где кривая спроса сдвигается влево, новая точка равновесия ниже предыдущего состояния. Обнаруживается эффект снижения цен и эффект снижения количества продукта. Отсюда делается вывод, что существует прямая связь между изменением спроса и изменениями равновесной цены и количества продукта.
Изменение предложения происходит под влиянием детерминантов предложения, при этом спрос остаётся неизменным при прочих равных условиях. Сдвиг кривой предложения вправо увеличивает предложение, что приводит к новому равновесному состоянию, где точка пересечения кривых предложения и спроса ниже предыдущего состояния, как показано на графике Увеличение предложения. Обнаруживается эффект снижения цен и эффект увеличения количества продукта. На графике Снижение предложения, где кривая предложения сдвигается влево, новая точка равновесия выше предыдущего состояния. Обнаруживается эффект повышения цен и эффект снижения количества продукта. Отсюда делается вывод, что существует обратная связь между изменением предложения и изменениями равновесной цены и количества продукта.

Увеличение спроса
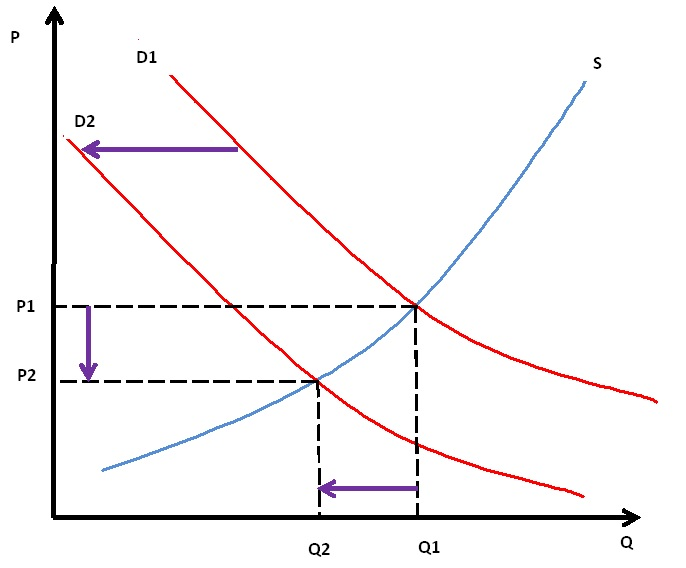
Снижение спроса
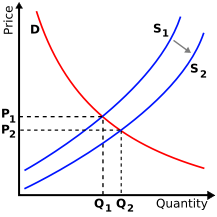
Увеличение предложения
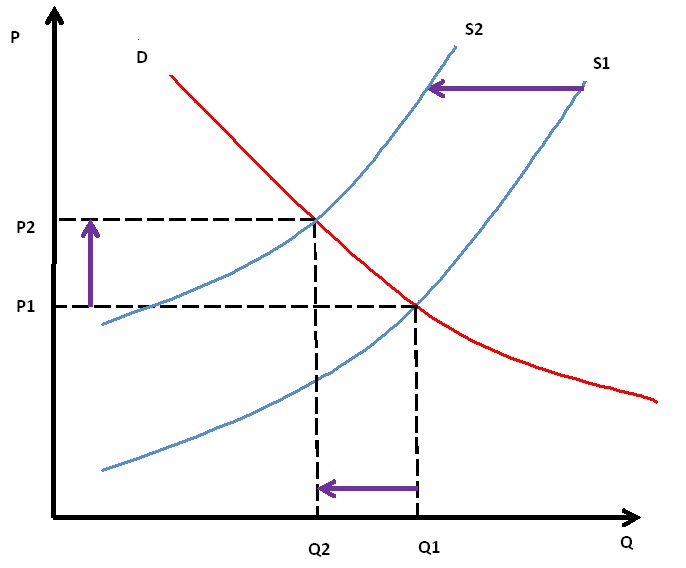
Снижение предложения